# Kwak Tae-hwi
Kwak Tae-Hwi (8 juli 1981) is een Zuid-Koreaans voetballer.

## Carrière
Kwak Tae-Hwi speelde tussen 2005 en 2010 voor FC Seoul, Chunnam Dragons en Kyoto Sanga FC. Hij tekende in 2011 bij Ulsan Hyundai FC.

## Zuid-Koreaans voetbalelftal
Kwak Tae-Hwi debuteerde in 2008 in het Zuid-Koreaans nationaal elftal en speelde 28 interlands, waarin hij 6 keer scoorde.